# 6134 Kamagari
6134 Kamagari è un asteroide della fascia principale. Scoperto nel 1990, presenta un'orbita caratterizzata da un semiasse maggiore pari a 2,5594298 UA e da un'eccentricità di 0,1489557, inclinata di 13,09827° rispetto all'eclittica.